# ジャック・ター
ジャック・ター (Jack Tar)とは、ラムをベースとするカクテルである。横浜中華街のバー「ウィンドジャマー(Wind Jammer)」が発祥と言われる。「横浜を代表するカクテル」として挙げられることもある。

## 概要
Jack Tarは「水夫」の意。en:Jack Tar参照。
フルーティーでなめらかな口当たりとライムの香りのため飲みやすい。使用されるサザンカンフォートのアルコール度数に依るが、使用されるラム酒のアルコール度数が75.5度というのもあり、カクテルとしては高めの30度から40度を超すアルコール度数となる。

## レシピ
代表的なレシピは以下の通り。
- ゴールド・ラム （ウィンドジャマーではロンリコ151を使用[4]） - 30ml
- サザンカンフォート （アルコール度数40度のもの） - 25ml
- コーディアル・ライム・ジュース - 25ml

作り方
1. 上記材料を氷といっしょにシェークする。
2. クラッシュドアイスを入れたオールドファッションドグラスに注ぐ。
3. 好みでグラスにライムを飾り、マドラー(アメリカンマドラー)を添える。